# 科瓦奇冰川
科瓦奇冰川（英語：Kovacs Glacier）是南極洲的冰川，位於伊利沙伯女皇地，處於彭薩科拉山脈中福里斯特爾山脈的一部分，最終注入支援部隊冰川，現時由南極條約體系管理。